# Yakhuber
Yakubher (també Yakobner) fou un rei de la dinastia XV no identificat amb cap dels esmentats per Manetó. El seu nom de tron (Nesut biti) fou Meruserre ('Fort és el meu amor per Ra'). El seu nom sembla arameu i se'l relaciona amb el bíblic Jacob, cosa que permet afirmar seguidament que els hicsos foren els hebreus origen dels israelites. D'altres el situen en algun dels buits de la dinastia XIV.
Els historiadors pensen que, si aquest rei fou de la dinastia XV, va regnar uns 10 anys, vers 1630-1620 aC. El seu nom es conserva en escarabats (unes dues dotzenes) trobats a Egipte, però també alguns a Canaan i un a Núbia. En un escarabat, el nom es llegeix Djakareb, i alguns pensen que podria ser un rei diferent, però probablement és el mateix.